# Tridacna derasa
Espèce
Synonymes
- Persikima derasa (Röding, 1798)[2]
- Persikima whitleyi Iredale, 1937[3]
- Tridachnes derasa Röding, 1798[3]
- Tridacna glabra Link, 1807[3]
- Tridacna obesa Sowerby III, 1899[3]
- Tridacna serrifera Lamarck, 1819[3]

Statut de conservation UICN

 VU A2cd : Vulnérable
Tridacna derasa est une espèce de bénitiers géants de la famille des Tridacnidae. 

## Description
C'est un bivalve sessile qui peut atteindre des dimensions impressionnantes (jusqu'à 60 cm). Durant la journée, il laisse dépasser son épais manteau souvent coloré et strié pour assurer la photosynthèse de ses algues symbiotiques, qui contribuent à le nourrir ; il est cependant capable de le rétracter pour se refermer très rapidement.
On distingue cette espèce des autres bénitiers sur la base de plusieurs caractéristiques : la coquille est très symétrique en vue latérale, pourvue de cinq à sept côtes en relief faible, dépourvues d'écailles, la fermeture des deux valves est bien étanche et peu sinueuse (comparativement aux autres espèces). L'ouverture byssale est réduite et étroite. Le siphon inhalant est entouré de tentacules courts mais assez complexes. 

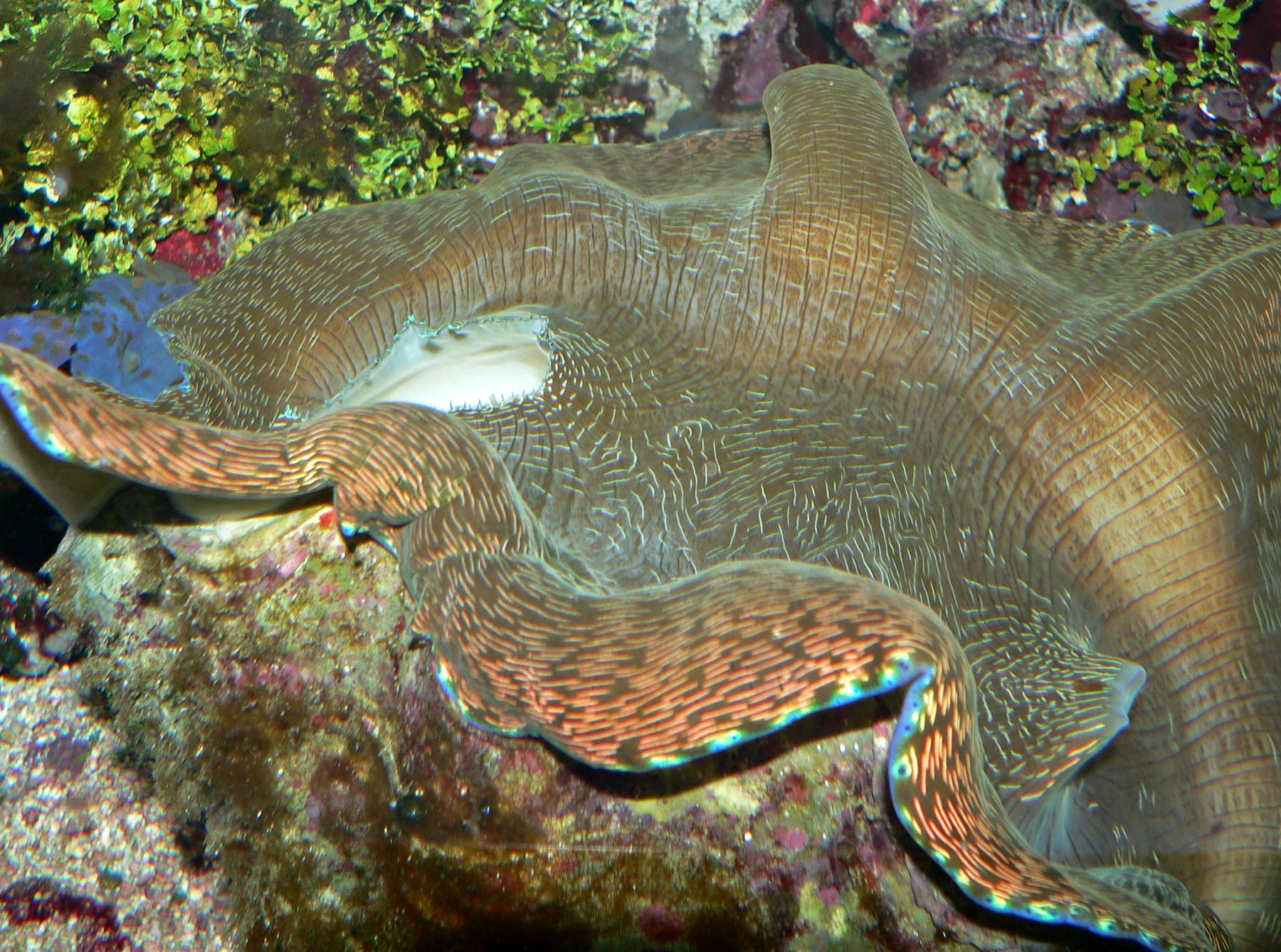
Manteau
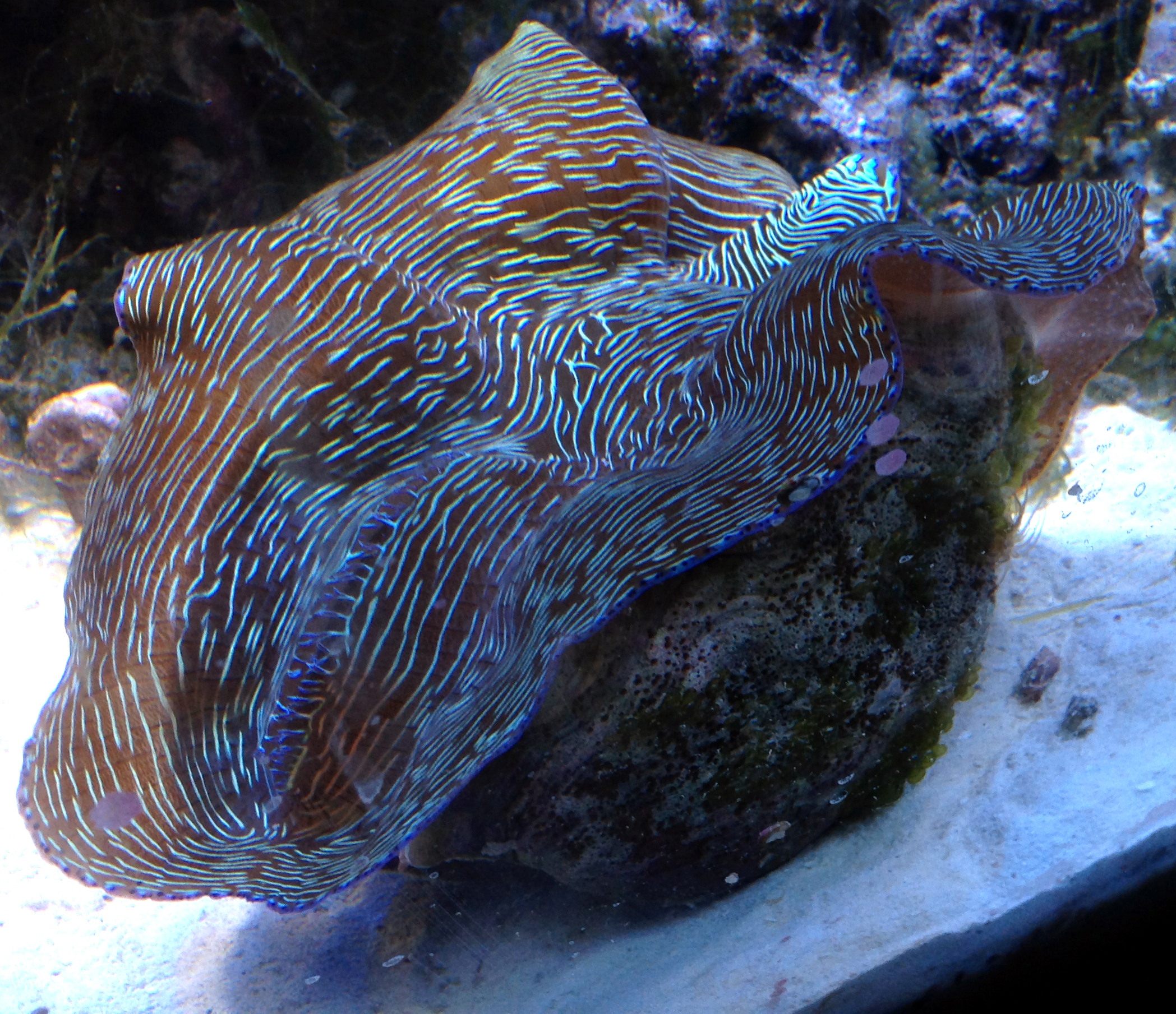
En aquarium

## Répartition
Cette espèce vit dans le Pacifique ouest, de l'Australie aux Philippines. 

## Relations à l'Homme

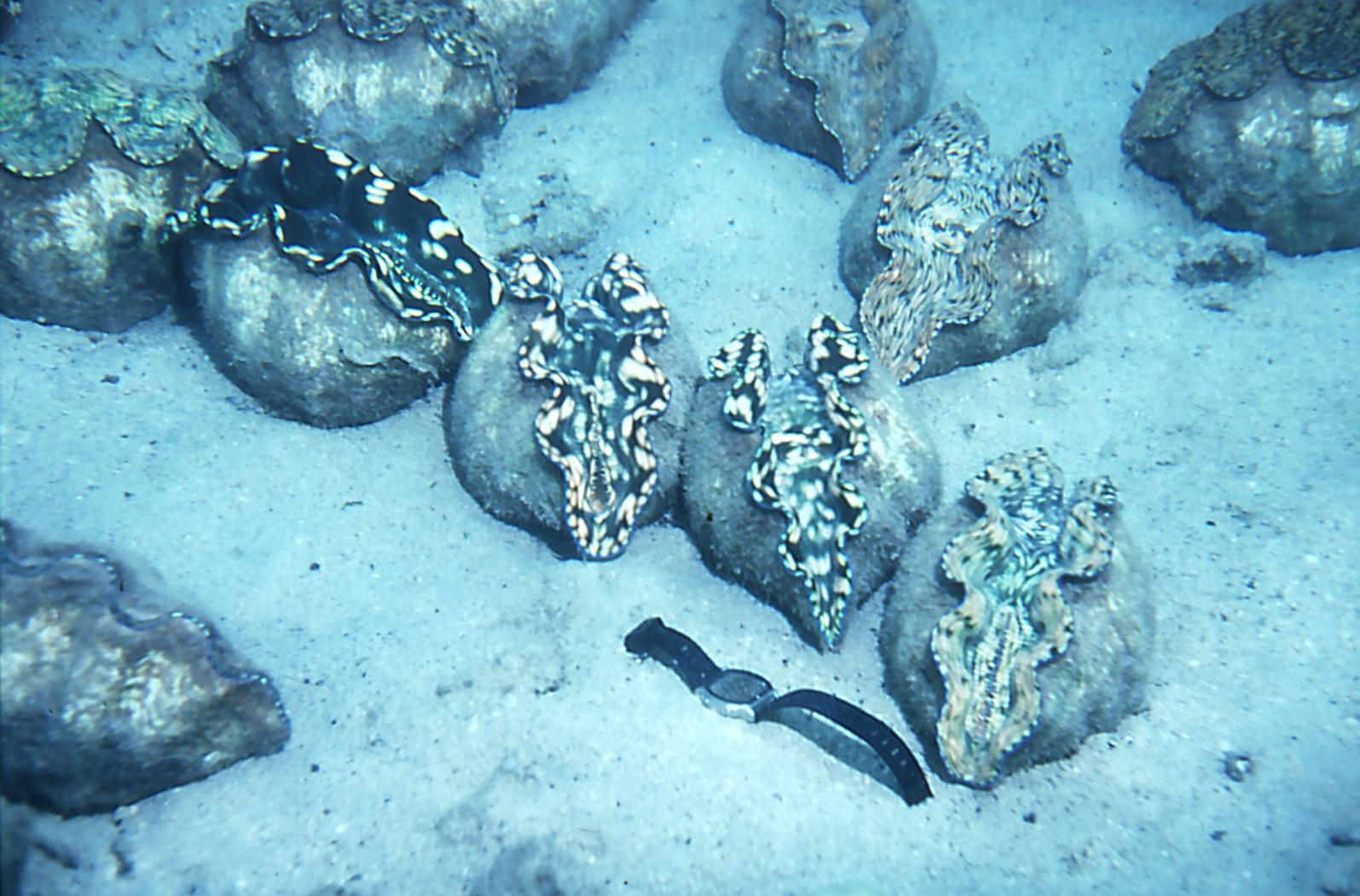
Élevage.

Cette espèce est pêchée pour sa chair (consommée en Asie) et sa coquille. Sa faible vitesse de croissance l'empêche de se reproduire à un rythme soutenable, et cette espèce est actuellement placée sur la Liste rouge de l'UICN, où elle est considérée comme « vulnérable ». 
Son élevage se développe dans l'espoir, encore lointain, d'enrayer le braconnage. 